# Минеево (Рязанская область)
Минеево — деревня в Рязанском районе Рязанской области. Входит в Окское сельское поселение.

## География
Находится в центральной части Рязанской области на расстоянии приблизительно 20 км на юг по прямой от вокзала станции Рязань I.

## История
Деревня принадлежала рязанскому дворянину Григорию Фёдоровичу Сунбулову (воевода царей Бориса Годунова и Василия Шуйского; прямой предок А.С. Пушкина). В 1616 году после смерти Григория Федоровича деревня была дана в дар соборной церкви Успения (сейчас Христовоздвиженская) (Переяславль-Рязанский).  Еще на карте 1840 года деревня была отмечена. На карте 1850 года отмечена уже как поселение с 18 дворами. В 1859 году здесь (тогда деревня Рязанского уезда Рязанской губернии) было учтено 25 дворов, в 1897 — 52. 

## Население
Численность населения: 84 человека (1859 год), 499 (1897), 7 в 2002 году (русские 100 %), 4 в 2010.